# 제이슨 스탠드리지
제이슨 웨인 스탠드리지(영어: Jason Wayne Standridge, 1978년 11월 9일 ~ )는 전  일본 프로 야구 퍼시픽 리그팀인 지바 롯데 마린스의 선수이다.

## 약력
1998년 탬파베이 데블 레이스에 지명된 후 마이너계약을 하고 2001년 빅리그에 승격된 뒤 활동했지만 두각을 보이지 못하고 주로 마이너에서 활약했다. 2005년 텍사스 레인저스, 캔자스시티 로열스를 거치고 2007년 신시내티 레즈에서 활약했지만 방출을 당했고 2007년 6월 3일 일본 프로 야구 팀인 후쿠오카 소프트뱅크 호크스와 계약하여 7승 1패 1홀드 3.00의 방어율을 기록하며 2008년 시즌 재계약했지만 1승도 거두지 못하고 부진한 성적으로 재계약하지 못했다.
이후 미국으로 돌아갔고 2009년 플로리다 말린스와 마이너계약을 하여 활동하다가 2010년 일본 프로 야구 팀인 한신 타이거스와 계약하고 다시 일본무대에서 활약하게 된다.
당해 성적은 11승 5패 방어율 3.49의 성적을 기록하며 재계약에 성공했고 2011년 시즌도 9승 7패 방어율 2.92의 성적을 기록하였다.
2012년 시즌 7승 12패 방어율 2.69를 기록했고 2013년 시즌 8승 12패 방어율 2.74를 기록했다.
하지만, 시즌이 끝난 후 한신 타이거스와 2014년 시즌 재계약을 하지 않고 퇴단했다.
그 후 2013년 12월 17일 후쿠오카 소프트뱅크 호크스와 계약을 하며 2시즌 동안 선발로서 제 역할을 하며 2년 연속 일본 시리즈 우승에 기여했다.
2015년 시즌이 끝난 후 소프트뱅크에서 나이가 많음으로 인해 방출되었고, 이후 퍼시픽 리그의 다른팀인 지바 롯데 마린스의 오퍼를 받고 입단했다.

## 같이 보기
- 릭 거톰슨
- 크리스 니코스키
- D.J. 홀튼
- 랜디 메신저
- 맷 머턴
- 크레이그 브라젤